# کریستین کینگ
کریستین کینگ (انگلیسی: Kristin King؛ زادهٔ ۲۱ ژوئیهٔ ۱۹۷۹) بازیکن هاکی روی یخ اهل ایالات متحده آمریکا است.